# ArchiMate

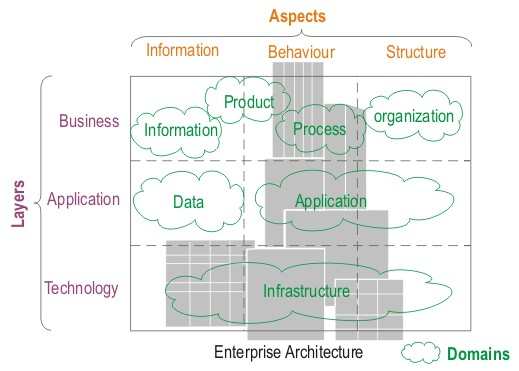
Základní architektura jazyka ArchiMate

ArchiMate je standardizovaný modelovací jazyk, sloužící primárně pro účely zobrazení, popisu a pro následnou analýzu podnikové architektury. Jazyk umožňuje vizualizovat různé pohledy na daný informační či jiný podnikový systém. Základní principy ArchiMate nalézáme v jazyce Unified Modeling Language. Terminologie jazyka ArchiMate má velmi blízko k frameworku TOGAF. Vztah ArchiMate a TOGAF lze definovat i způsobem, kdy ArchiMate dává odpověď na otázku "jak", zatímco TOGAF odpovídá na otázku "co". Na ArchiMate vlastní ochrannou známku soukromá společnost The Open Group.

## Základní principy jazyka ArchiMate
ArchiMate se skládá ze dvou základních principiálních komponent (tzv. ArchiMate core):
- Vrstvy
- Aspekty

## Vrstvy
Popisují jednotlivé části architektury. Archimate rozlišuje tyto Business vrstva, Aplikační vrstva a Technologická vrstva. Přičemž základní princip fungování je takový, že by nižší vrstva vždy měla podporovat vrstvu vyšší, tedy Technologická vrstva by měla podporovat Aplikační vrstvu a Aplikační vrstva by měla podporovat Business vrstvu.

### Business vrstva
Business vrstva jazyka ArchiMate zobrazuje produkty nabízené zákazníkům, jednotlivé podnikové procesy, či role, aktéry nebo objekty vystupující v těchto procesech.

### Aplikační vrstva
Jedná se o vrstvu sloužící k podpoře Business vrstvy a jde o datové a aplikační komponenty, např. ve formě aplikační služby, či datového objektu.

### Technologická vrstva
Jedná se o vrstvu, která slouží k podpoře Aplikační vrstvy a zabývá se technickými a infrastrukturními prvky systému. Např. softwarem, datovými toky, či servery.

## Aspekty

### Aktivní strukturální aspekt
Aktivní strukturální aspekt (angl. Active structure aspect) zastupuje strukturální elementy, které vykonávají určité chování v daném systému. Elementy tohoto typu jsou označovány jako elementy "aktivní". Jedná se např. o role, komponenty, či hardware.

### Strukturální aspekt chování
Strukturální aspekt chování (angl. Behavior Aspect) zastupuje chování aktivních strukturálních prvků. Toto chování je přiřazeno danému aktivnímu strukturálnímu prvku.

### Pasivní strukturální aspekt
Pasivní strukturální aspekt (angl. Passive structure aspect) zastupuje konkrétní objekty, na které má být provedeno chování aktivního elementu. Jedná se např. o datové objekty nebo business objekty.

## Základní prvky jazyka ArchiMate
V této kapitole budou popsány základní prvky jazyka ArchiMate. Základní prvky ArchiMate jsou tedy následující:
- Element – jedná se o základní prvek jazyka ArchiMate, který slouží k popisu struktury nebo chování.
- Vazba (relace) – další důležitý prvek jazyka Archimate. Vazby definují vztahy mezi jednotlivými elementy. V praxi rozlišujeme několik druhů vazeb, např. dynamické, definující závislosti, či strukturální.
- Atribut – atribut definuje určité vlastnosti daných elementů, či vazeb.
- Koncept – koncept je na obecné úrovni název elementu, či vazby.
- Vrstva – vrstva definuje úroveň abstrakce, která může být v rámci daného modelu namodelována.
- Aspekt – aspekt popisuje charakteristiku daného elementu, z pohledu různých stakeholderů.

## Vazby
Jak již bylo řečeno v předcházející kapitole, vazby určují vztahy mezi jednotlivými elementy modelu. Rozlišujeme tyto druhy vazeb – strukturální, dynamické, definující závislosti a jiné.

### Strukturální vazby
- Realizace – entita hraje zcela zásadní úlohu při realizaci, provádění činnosti, či dosažení cílů jiné entity.[17][18]
- Přiřazení – tento druh strukturální vazby přiřazuje určité chování jinému aktivnímu elementu.
- Agregace – agregace podává v modelu informaci, že daný element se skládá z více jiných elementů.

### Vazby definující závislost
- Vliv – tento typ vazby slouží k zaznamenání situace, kdy jeden element ovlivňuje druhý element a to např. k dosažení nějakého cíle.[17]
- Přístup – pomocí této vazby lze zaznamenat situaci, kdy element typu "chování" může ovlivňovat jiný, pasivní element.
- Serving – tato vazba slouží ke znázornění situace, kdy jeden element poskytuje službu (slouží) jinému elementu. Používá se např. v rámci architektury orientované na služby, tzv. SOA (angl. Service Oriented Architecture) kdy jeden systém poskytuje službu jinému systému.

### Dynamické vazby
- Tok – tato vazba znázorňuje přenos mezi dvěma elementy. Může se jednat o datový přenos, informační přenos, či finanční tok.[17]
- Přechod – tento typ vazby popisuje pořadí jednotlivých činností mezi elementy. Obecně platí, že předcházející činnost musí být ukončena, aby mohla začít následující činnost. Jedná se tedy o situaci, kdy je určitá činnost "triggerována" (spouštěna) jinou činností.

### Jiné
- Specializace – tato vazba popisuje situaci, kdy je jeden element určitou speciální variantou jiného elementu.[17]
- Asociace – tento druh vazby se zpravidla užívá v případech, kdy je nutné vyjádřit vztah mezi elementy a nelze použít jinou vazbu.
- Spojení – tato vazba se užívá v případě, kdy je třeba propojit dvě vazby stejného typu. Může být typu OR (nebo) nebo AND (a zároveň). Tento typ vazby se užívá např. pro synchronizaci business procesů.

## Elementy

### Elementy v business vrstvě
- Aktér – jedná se o element, který je schopen určitého druhu chování. Např. dodavatel, či odběratel.[19]
- Role – popisuje úlohu, či specifickou formu chování, ke které je aktér přiřazen. Např. se může jednat o business funkci.
- Business kolaborace – spojuje dva nebo více aktérů nebo rolí, které musí spolupracovat, aby bylo dosaženo cíle. Např. projektový tým.
- Business interface – jde o kanál, skrze který je business služba dostupná z okolního prostředí.
- Business proces – znázorňuje posloupnost akcí, které musí být provedeny, aby bylo dosaženo požadovaného cílového výstupu.
- Business funkce – znázorňuje množinu chování, která je definována na základě určité oblasti, či zdroje.
- Business interakce – představuje chování, které je společné pro více business rolí.
- Business událost – znázorňuje změnu stavu. Např. faktura vystavena.
- Business služba – popisuje funkcionalitu, vystavenou entitou do okolního prostředí.
- Business objekt – zobrazuje data, informace, či hmotné předměty v dané business doméně.

### Elementy v aplikační vrstvě
- Aplikační komponenta – zobrazuje funkcionalitu dané aplikační domény. Udržuje své chování a data a vystavuje do okolí své služby skrze rozhraní.[20]
- Aplikační rozhraní – zobrazuje způsob distribuce určité aplikační funkcionality do okolí ostatním elementům.
- Aplikační kolaborace – popisuje spojení dvou a více aplikačních komponent za účelem dosažení určitého cíle.
- Aplikační interakce – znázorňuje to konkrétní chování, prováděné aplikační kolaborací.
- Aplikační funkce – zobrazuje aplikační funkcionalitu, či chování, některé aplikační komponenty.
- Aplikační služba – popisuje jednoznačně definované chování, které je vystaveno do okolí.
- Aplikační proces – představuje posloupnost akcí na aplikační úrovni, které musí být provedeny pro dosažení cíle.
- Aplikační událost – reprezentuje změnu stavu na aplikační doméně.

### Elementy v technologické vrstvě
- Uzel- technologický uzel (nebo také node) reprezentuje fyzický, či informační zdroj, který je schopný manipulace nebo interakce s jinými fyzickými, či informačními[21] zdroji. Entita tohoto typu může představovat hardware nebo software.
- Zařízení- jedná se o jakousi specializaci předešlého elementu, kdy zařízení (nebo také device) představuje fyzický zdroj, na kterém může být uchováván software a na kterém může být tento software spouštěn. Může se jednat o PC, či tablet.
- Software – i zde se jedná o specializaci elementu node. Zobrazuje softwarové prostředí, ve kterém mohou být spuštěny, či ukládány artefakty.
- Technologická kolaborace – reprezentuje agregaci dvou a více nodů, které spolu spolupracují za účelem dosažení určitého cíle. Tato forma spolupráce je zpravidla definována pomocí technologické interakce
- Technologické rozhraní – představuje přístupový bod, ve kterém je daná technologická služba, kterou nabízí technologický node, přístupná pro okolí.
- Cesta – znázorňuje spojení dvou a více technologických nodů, které si spolu mohou vyměňovat např. data.
- Komunikační síť – vyobrazuje integraci dvou a více zařízení, za účelem posílání, routování, či přijímání dat.
- Technologická funkce – popisuje chování, které může být prováděno jednotlivými technologickými nody.
- Technologický proces – reprezentuje posloupnost akcí, které musí být vykonány nodem, v daném pořadí, pro dosažení požadovaného výstupu.
- Technologická interakce – slouží k popisu společného chování prováděného kolaborací.
- Technologická událost – je takové chování, které má za následek změnu stavu na technologické úrovni.
- Technologická služba – popisuje určité chování, které je vystaveno do technologické infrastruktury. Tato služba, tedy funkcionalita technologického nodu, je dostupná prostřednictvím technologického rozhraní.
- Technologický objekt – představuje fyzický objekt, se kterým se zachází v rámci technologické infrastruktury.
- Technologický artifakt – je specializací technologického objektu, který představuje určitý výstup, např. zdrojový kód, nebo soubor.

## Pohledy ArchiMate
Pohled je jeden z nejdůležitějších konceptů jazyka ArchiMate. Jedná se o konkrétní pohled na určitou část architektury nebo celou architekturu jako celek. Má formu diagramu, který je tvořen elementy a vztahy mezi nimi a zakresluje se s ohledem na konkrétního stakeholdera. Dle oficiální ArchiMate 3.0.1 specifikace existují základní pohledy. Některé z těchto pohledů mohou být omezeny pouze na jednu vrstvu, jiné mohou sledovat vrstev více. Dělí se do 4 skupin:
- Základní pohledy
- Motivační pohledy
- Strategické pohledy
- Implementační a migrační pohledy

### Základní pohledy
Využívají koncepty ze všech tří vrstev, tedy z Aplikační, Business i Technologické vrstvy.
- Úvodní pohled – sleduje základní principy podnikové architektury
- Organizační pohled – prezentuje organizační strukturu
- Pohled spolupráce podnikových procesů – prezentuje tok klíčových business procesů podniku
- Produktový pohled – zaměřen na produkt
- Pohled spolupráce aplikací – prezentuje informační toky mezi jednotlivými aplikacemi
- Pohled využití aplikací – zaměřen na spolupráci a využití aplikací a jejich podporu business procesů
- Pohled implementace a nasazení – zaměřen na realizaci a implementaci aplikací v rámci infrastruktury
- Technologický pohled – zobrazuje, jak jsou aplikace podporovány hardwarovou a softwarovou infrastrukturou
- Pohled užití technologie – rozvíjí předešlý pohled a je zaměřen více analyticky
- Pohled informační struktury – popisuje, jak jsou informace z business vrstvy prezentovány na aplikační úrovni
- Pohled realizace služeb – popisuje, jak jsou realizovány business služby
- Fyzický pohled – sleduje vybavení, které manipuluje s daty nebo s materiálem
- Pohled vrstev – sleduje všechny vrstvy podniku

### Motivační pohledy
Sledují motivační koncepty napříč podnikovou architekturou
- Pohled zúčastněných stran – sleduje pohled na architekturu všech zúčastněných stran
- Pohled realizace cílů – sleduje vztah základních cílů podniku ke specifičtějším cílům
- Pohled požadavků – sleduje realizaci požadavků
- Motivační pohled – sleduje motivační aspekty zúčastněných stran

### Strategické pohledy
Sledují strategické aspekty napříč podnikovou architekturou
- Strategický pohled – sleduje odpovědnosti uvnitř podnikové architektury
- Pohled realizace výstupů – zaměřen na sledování základních business výstupů
- Pohled zdrojů – sleduje zdroje napříč podnikovou architekturou

### Implementační a migrační pohledy
Sledují změnové aspekty napříč podnikovou architekturou
- Projektový pohled – zaměřen na projektové změny
- Migrační pohled – sleduje přechod z existující architektury do požadované architektury
- Implementační a migrační pohled – sleduje programy a projekty ve vztahu k podnikové architektuře, kterou rozvíjí

## Nástroje pro modelování
V současnosti existuje celá řada nástrojů pro modelování v jazyce ArchiMate. Mezi nejznámější patří Visual Paradigm, BiZZdesign nebo Enterprise Architect.

### Enterprise Architect
Jedná se o robustní a komplexní grafický nástroj pro analýzu a návrh podnikových systémů, se zaměřením na celý životní cyklus daného systému. Enterprise Architect rovněž podporuje správu systémové dokumentace a podporu při tvorbě programového kódu. V praxi je nejčastěji využíván IT analytiky, Business analytiky, Solution architekty, či Enterprise architekty.Tento nástroj je vyvíjen společností SPARX Systems.